# جیمز دی پاسکوآله
جیمز دی پاسکوآله (انگلیسی: James Di Pasquale؛ زادهٔ ۷ آوریل ۱۹۴۱) آهنگساز اهل ایالات متحده آمریکا است.
او دانش‌آموختهٔ دانشگاه نورت‌وسترن و از شاگردان دیوید دایموند است.
از فیلم‌ها یا مجموعه‌های تلویزیونی که وی در آن‌ها نقش داشته است، می‌توان به هاوایی فایو-او اشاره نمود.